# Малін (озеро)
Озеро Мал́ін ([məˈliːn] mə-LEEN) — озеро в національному парку Джаспер, Альберта, Канада. Озеро відоме завдяки блакитному кольору води, краєвиду, що відкривається на навколишні гірські вершини та три льодовики і острову Духів, популярному серед фотографів. Озеро розташоване за 44 км на південь від міста Джаспер, і до нього можна дістатися автотранспортом, зокрема маршрутними автобусами з Джаспера. Екскурсії на човні до острова Духів проводяться з весни до осені. Стежка Скайлайн Трейл завдовжки 44 км - найпопулярніший маршрут для багатоденних туристичних походів у Джаспері. Він простягається вище лісового поясу, починається біля озера Малін і закінчується біля міста Джаспер. Інші популярні одноденні маршрути включають стежки Опал Хіллз та Болд Хіллз. Зимові види активного відпочинку включають бігові лижі та сноуборд.
Довжина озера Малін становить приблизно 22,5 км, максимальна глибина — 97 м, найглибша точка знаходиться у південній частині озера, середня глибина — 35 м. Озеро розташоване на висоті приблизно 1670 м над рівнем моря. З озера добре видно піки Лія та Самсон і гору Пол на сході, а також гори Чарльтон, Анвін, Мері Вокс і Пік Лісфран на півдні та заході. Також відкривається вид на льодовики Чарльтон-Анвін, Малінь і Коронет. Озеро може похвалитися самопідтримуваною популяцією завезеної райдужної та струмкової форелі. Це популярне місце для спортивної риболовлі, веслування на байдарках і каное. Урядова агенція Парки Канади обслуговує три місця для кемпінгу, що доступні лише на каное у локаціях Хідден Коув, Фішерменз Бей та Коронет Крік.

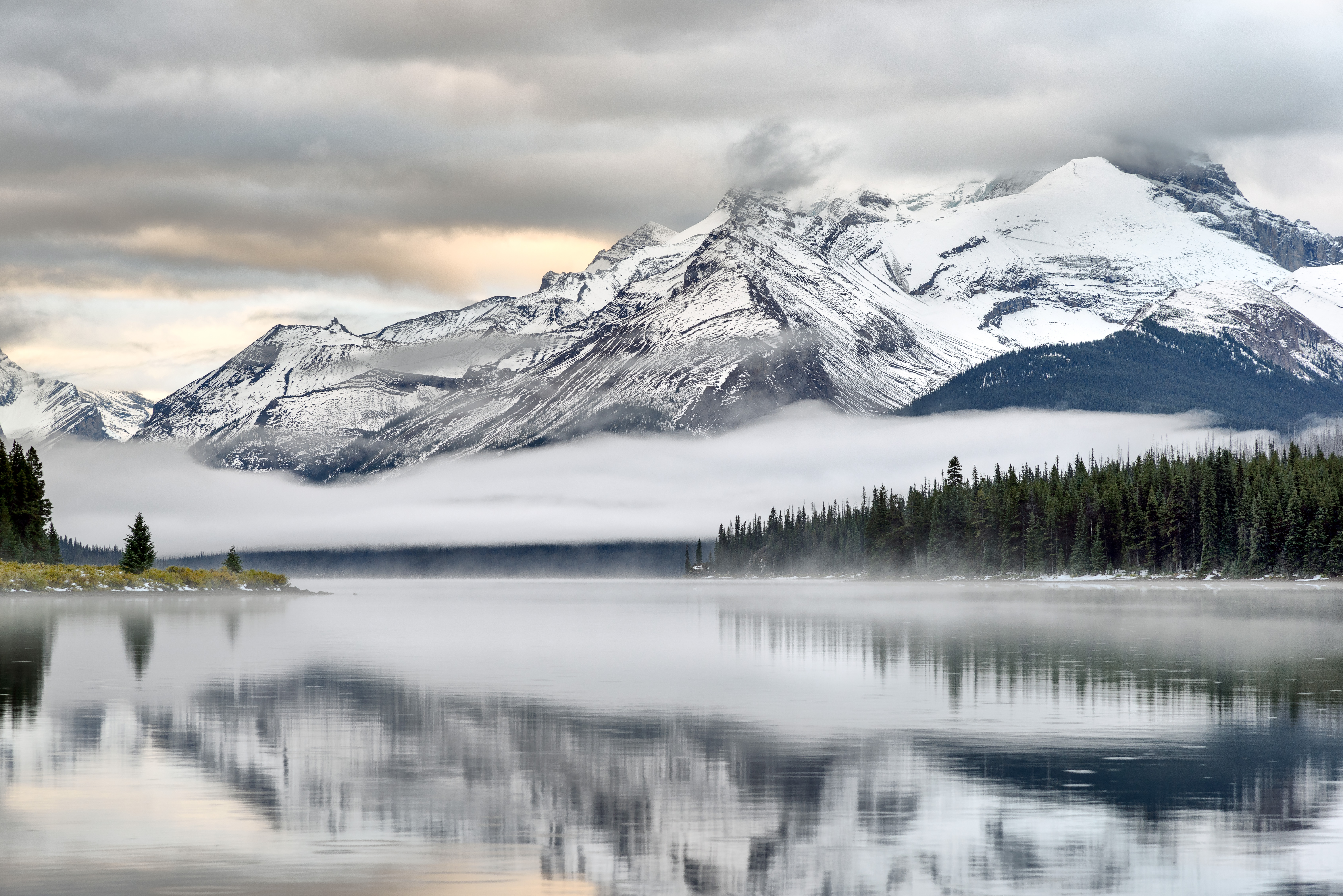
Схід сонця взимку на озері Малін

Озеро Малін живиться та дренується річкою Малін, яка впадає у нього з південного боку, біля гори Анвін, і витікає з озера на півночі. Озеро Малін, а також річка Малін, гора Малін і перевал Малін здобули свою назву від французького слова, що означає зловіщий або нечестивий. Цю назву використав отець П'єр-Жан де Смет (1801—1873) для опису бурхливої річки, яка витікає з озера (навесні), і незабаром вона поширилася на озеро, каньйон, перевал, гору та хребет. Також можливо, що перші французькі торговці застосували назву до річки через її підступне впадання в річку Атабаска.

## Історія

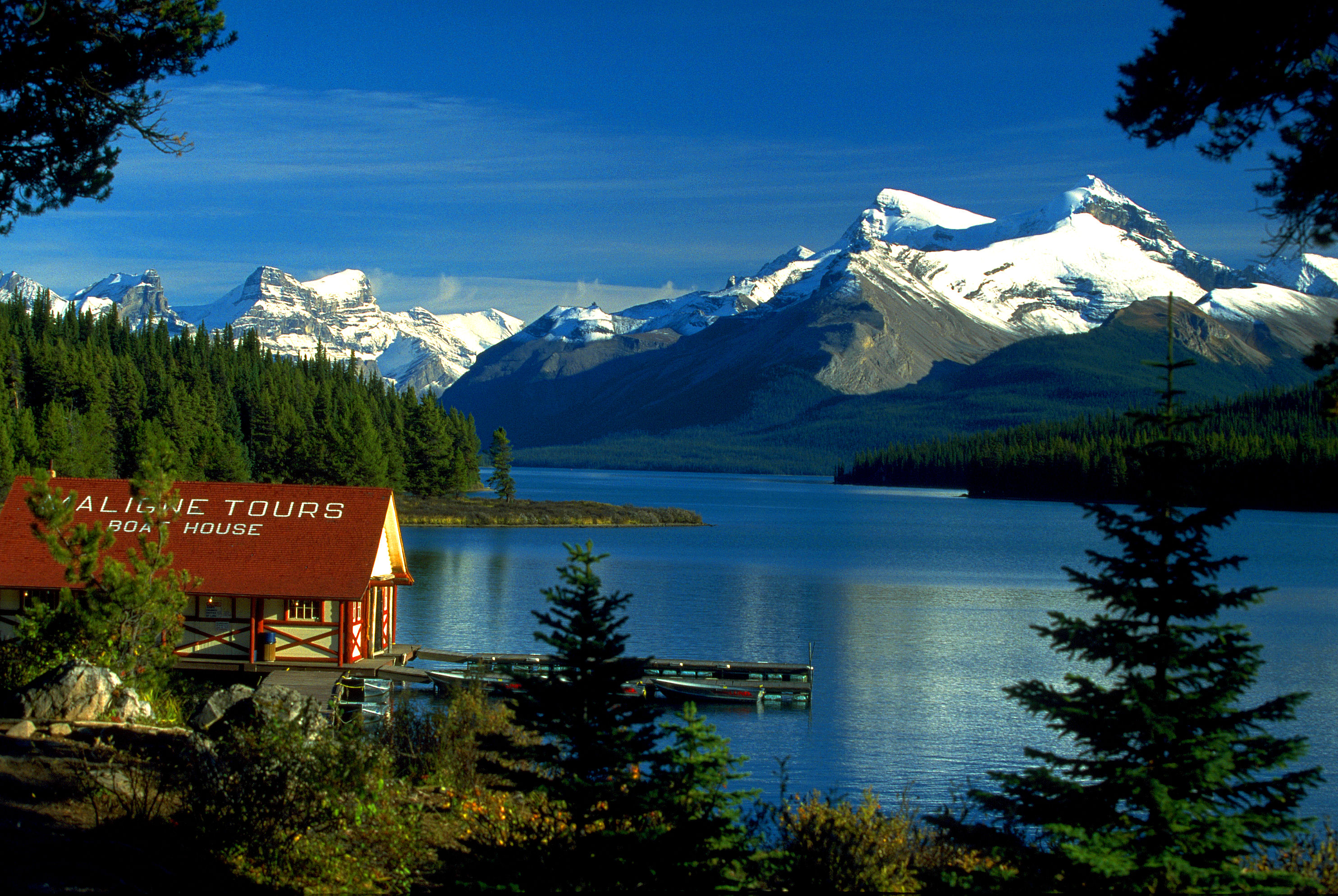
Озеро Малін у національному парку Джаспер

Озеро відоме корінним народам цього регіону, зокрема краєзнавець і слідопит Самсон Бівер називав його Чаба Імне (Боброве озеро). У 1907 році він склав першу карту озера та маршрут до нього для Мері Шеффер, дослідниці та ілюстраторки району Скелястих гір. Вона стала першою іноземкою, що відвідала Чабна-Імне, як першовідкривачка назвала його Малін. Першим європейцем, який побачив озеро, був Генрі Маклеод, який досліджував маршрути для Канадської тихоокеанської залізниці у 1875 році. У той час він був високо на гірському хребті і фактично не заходив у район озера і не прокладав маршрут до нього. 8 червня 1908 року за допомогою карти Самсона Бівера Шеффер, її супутниця Мері (Моллі) Адамс і провідники Біллі Воррен і Сід Анвін вирушили з озера Луїза, щоб дістатися до озера Малін. Прибувши до озера, вони дослідили його за допомогою плоту під назвою HMS Chaba. На прохання канадського уряду Шеффер повернулася в 1911 році, щоб більш детально дослідити озеро. Вона також назвала кілька гір і піків. Книги Мері Шеффер про цю місцевість приваблювали туристів з усіх кінців Сполучених Штатів.
Біля озера Малін розташовується дві історичні пам'ятки Альберти. Національною історичною пам'яткою є шале Малін-Лейк і супутній гостьовий будинок, пральня та сховище збудовані 1927 року полковником Фредом Брюстером як частина його «таборів Скелястих гір». Згодом, шале Малін-Лейк стало найбільшим і найрозкішнішим житлом у національному парку Джаспер. Іншою історичною будівлею є човновий будинок, побудований Дональдом «Кучерявим» Філліпсом у 1928 році для екскурсійного та рибальського бізнесу[джерело?]. У тому ж році він завершив будівництво першого туристичного човна по озеру Малін, Leah (названого на честь Лії Самсон, дружини Самсона Бівера). Філіпс жив у своєму човновому будинку до своєї смерті від снігової лавини (1936, 52 роки). Історичні будівлі обслуговуються компанією «Maligne Lake Tours», яка бере початок із ранніх підприємницьких починань Брюстера та Філіпса.
Кучерявому Філіпсу приписують зарибнення озера Малін струмковою фореллю. З 1970 року установа Парки Канади вирішила розводити райдужного пструга для спортивної риболовлі в озері. Пізніше тут виловили найбільшого райдужного пструга в Альберті (вагою 9,2 кг). Згодом працівники національного парку Джаспер почали розводити струмкову форель. Третю за величиною струмкову форель в цьому озері виловив Девід Робсон із Гінтона, Альберта.[джерело?]

## Екологія

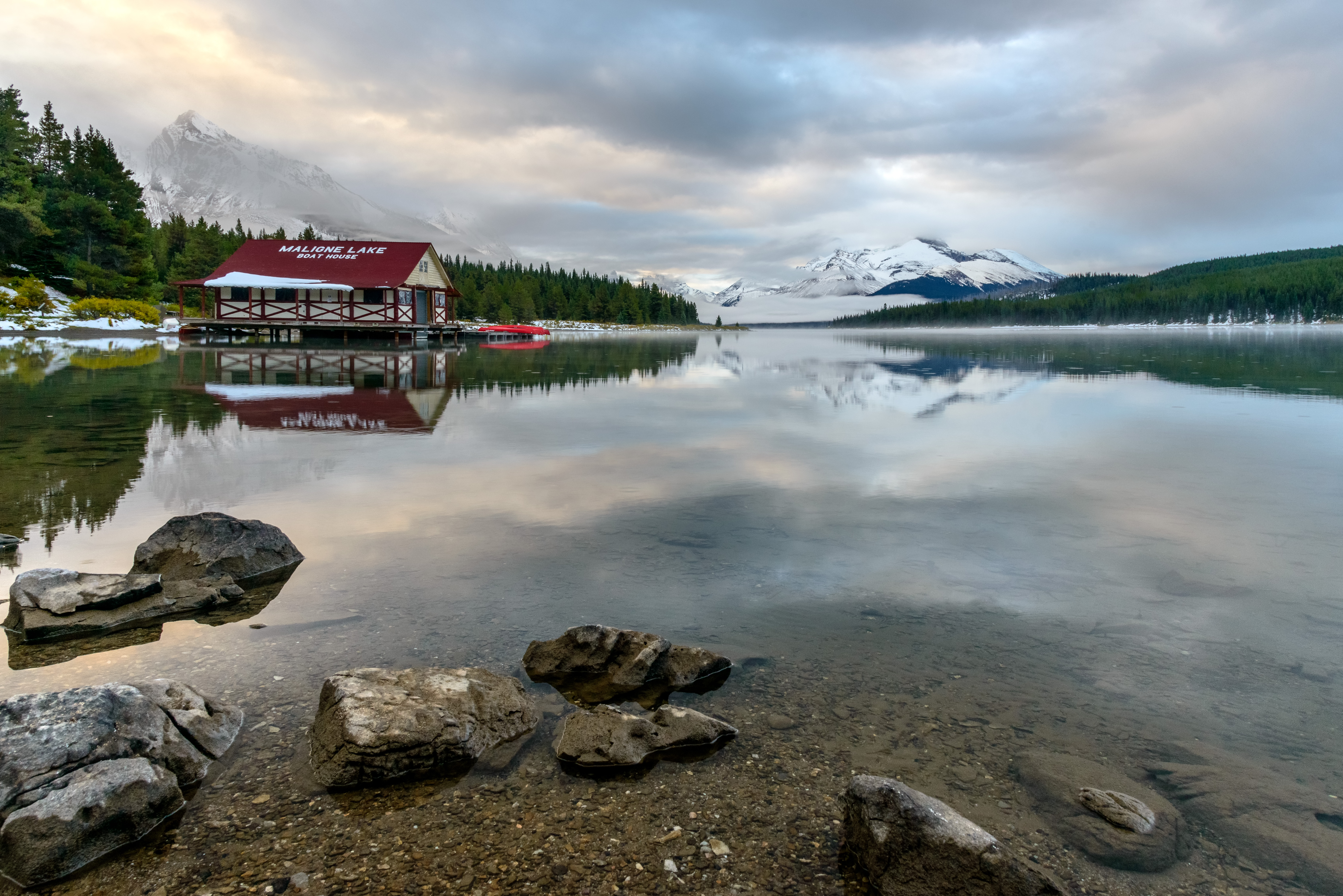
Панорама озера Малін та елінг

Уздовж високогірного оліготрофного озера проживає багато різноманітних тварин як Ведмідь гризлі, чорний ведмідь, олень чорнохвостий, карібу, вовк, лось і гірський баран — типові представники великих ссавців, які часто відвідують озеро протягом літнього сезону. Білоголові орлани, беркути та скопи також часто відвідують цей район і живуть за рахунок популяції риб.

## У масовій культурі
Озеро Малін зображено на видатній картині художника Групи Сімох Лоурена Гарріса. Гарріс і його колега, А. Й. Джексон, провели серпень і початок вересня 1924 року, малюючи ескізи в національному парку Джаспер, розташувавшись на південному березі озера. Пізніше того ж року Гарріс завершив картину «Озеро Малін, парк Джаспер», яка стала переломною точкою в його кар'єрі як перша з багатьох картин, натхненних його експедиціями до Скелястих гір. У 1928 році картина була придбана Національною галереєю Канади, де вона виставлена як частина постійної колекції галереї.

## Виноски

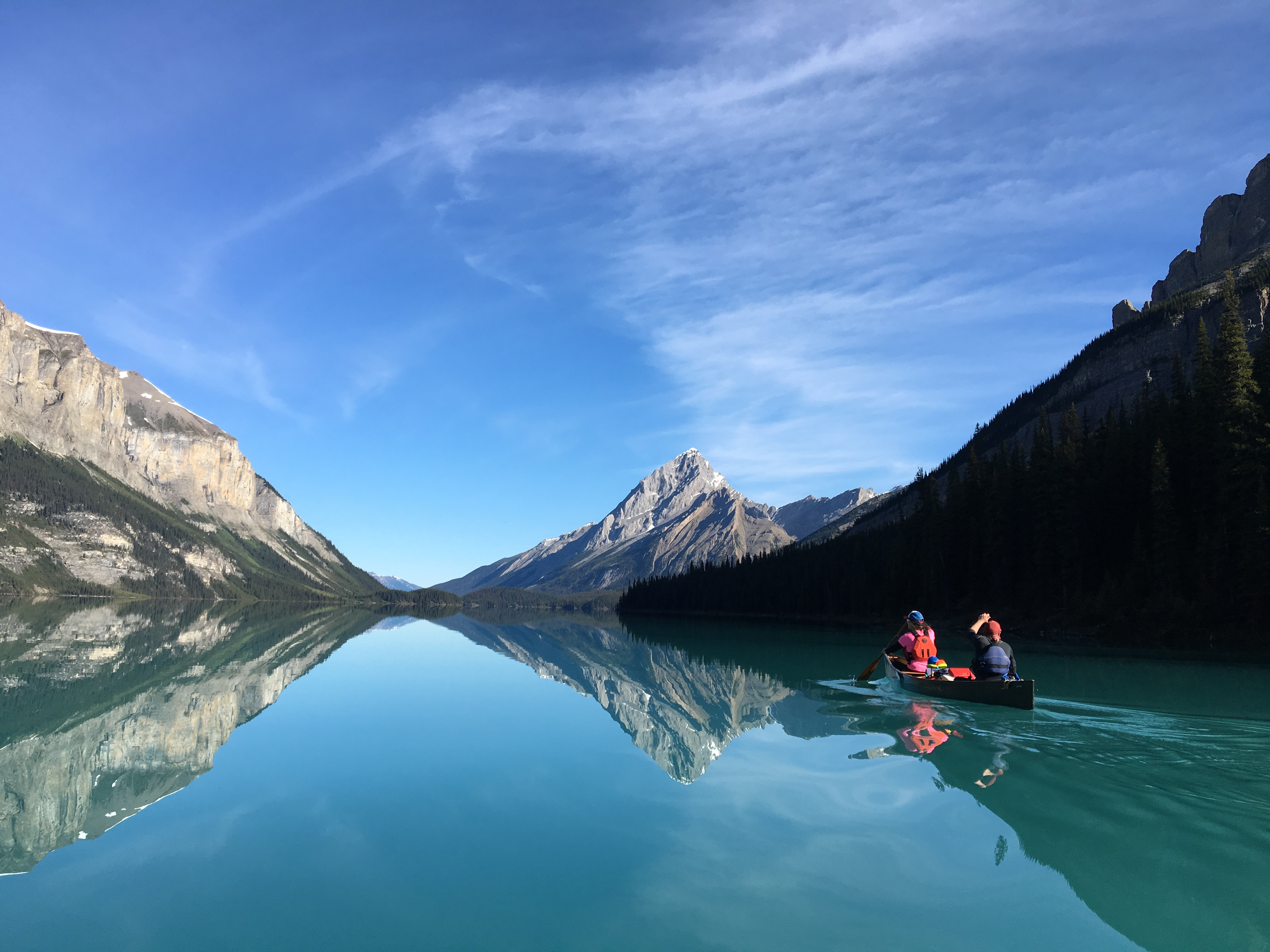
Мандрівка на каное на озері Малін

1. ↑  Merriam-Webster's Geographical Dictionary, 3rd ed. (Springfield, MA: Merriam-Webster, 1997; ISBN 0877795460), p. 696.
2. ↑  Karamitsanis, Aphrodite (1991). Place Names of Alberta, Volume 1. Calgary: University of Calgary Press, pg. 153
3. ↑  Sanderson, Kay (1999). 200 Remarkable Alberta Women. Calgary: Famous Five Foundation. с. 15. Архів оригіналу за 24 вересня 2015. Процитовано 21 травня 2013.
4. ↑  Hill, Charles C. (5 квітня 2017). Featured Painting: Lawren Harris Maligne Lake, Jasper Park, 1924. Alan Klinkhoff Gallery. Процитовано 2 вересня 2021.
5. ↑  Lawren S. Harris: Maligne Lake, Jasper Park. National Gallery of Canada. Процитовано 2 вересня 2021.

## Додаткова література
- Beck, Janice Sanford No Ordinary Woman; Rocky Mountain Books; 2001
- Hart, E.J. (Ed.) A Hunter of Peace. (A reprint of Old Indian Trails, including Schäffer's previously unpublished account of the 1911 expedition to Maligne Lake.) Banff: Whyte Museum, 1980
- Roed, M.A. Geology of the Maligne Valley, Jasper National Park Area. Alberta Geological Survey, Open File Report 1964-01. 1964
- Smith, Cyndi. Off the Beaten Track. Lake Louise: Coyote Books, 1989
- Taylor, William C. Tracks Across my Trail. Jasper: Jasper-Yellowhead Historical Society, 1984